# Methanoplanus
Genre
Espèces de rang inférieur
- Methanoplanus endosymbiosus
- Methanoplanus limicola
- Methanoplanus petrolearius

Methanoplanus est un genre d'archées méthanogènes de l'ordre des Methanomicrobiales.